# آردی‌کپی رامید
آردی‌کپی رامید با نام علمی Ardipithecus ramidus گونهٔ منقرض‌شده‌ای از دودمان انسان است که ۴٫۴ میلیون سال پیش در آفریقای شرقی (اتیوپی امروزی) می‌زیست.

## ریخت‌شناسی جانور
آ. رامید می‌توانست به خوبی جنوبی کپی‌های معاصر بر دو پا راه می‌رفت البته معمولاً راه رفتن بر دوپا برای این گونه (این جانور هنوز فاصله زیادی از جد مشترک گونه‌ها نگرفتهبود و زندگی بروی درختان را ترجیح می‌داد) ریسک پذیر و خطر آفرین بود زیرا سطح زمین معمولاً امنیت بالای درخت را نداشت (البته لازم است ذکر شود این گونه سازگاری زیادی با دوپا شدن و راه رفتن نداشت و در انجام اینکار از سرعت کمی برخوردار بود) بنابراین عموماً زندگی بر روی درخت را ترجیح می‌داد.

## ریشه‌شناسی نام گونه
نام گونه از زبان عفاری گرفته شده‌است. بخش نخست نام، آردی در زبان عفاری به معنی طبقهٔ هم‌کف است و رامید به معنی اصل یا ریشه است.

## ویژگی‌های گونه
به دلیل بقایای متعدد یافت شده اطلاعات زیادی از این انسان سان در دسترس است
سردهٔ آردی‌کپی از لحاظ سن پیش ازجنوبی‌کپی‌ها همزمان با عموماً پس از ساحل‌مردم چادی و اررین توگنی قرار می‌گیرد در واقع این گونه به انسان سانان شباهات بسیار بیشتری دارد و در اوایل درخت تکاملی منتهی یه انسان خردمند قرار می‌گیرد می گیرد و نقش به سزایی در تکامل انسان خردمند داشته‌است. دودیسی جنسی (تفاوت میان جنس عادی نر و ماده) در این گونه ناچیز بود (عموماً به دلیل ترشحات نسبتاً مشابه هورمون‌های پدید آورنده صفات ثانویه جنسی از جمله تستوسترون) و این به معنی نبود تهاجم درون‌گونه‌ای و نبود یک نر آلفا است. در همین راستا دندان‌های نیش به نسبت کپی‌های امروزی و متاخر تر از آنان (جنوبی‌کپی )ها کوچک است. (یکی دیگر از ویژگی‌های حاصل شده از فقدان نر آلفا و نبود دودیسی جنسی میان گونه ای تک همسری است یعنی این جانداران عموماً برای تمام زندگی اشان یک جفت را انتخاب می‌کرد معمولاً با او زندگی می‌کردند) البته در این گونه ویژکی‌های خاصی مانند جلو بودن شدید تیره پشت در قسمت گردن نسبت به هر دو گونهٔ زنده است و از بونوبوها شامپانزه‌ها و انسان‌ها بیشتر است. این گونه عمدتاً از غذاهایی نظیر دانه‌ها میوه‌ها و مغزهای خوراکی تغذیه می‌کرد و تغذیه نسیتا مشابهی با دیگر کپی‌ها و گونه‌های پیشین داشت. و البته هوش این کپی در ابعاد شامپانزه‌ها و بونوبوها بود و حجم جمجمهٔ نسبتاً مشابه ای را با کپی‌ها و شامپانزه‌ها داشت و در همان ابعاد نیز از هوش برخوردار بود و قادر به ابزار سازی نیز نیز نبود آناتومی بدن این جانور نشان دهنده این است که او قابلیت راه رفتن و بالا رفتن از درخت را داشته داست اما معمولاً زندگی بر درخت را ترجیح می‌داده و از سبک زندگی خاصی بهره می‌برده‌است.

## فهرست منابع و مآخذ
- White, Tim;  et al. (2009), "Ardipithecus ramidus and the Paleobiology of Early Hominids", Science (به انگلیسی), vol. 326 {{citation}}: Explicit use of et al. in: |نویسنده= (help)